# Art Department Professional
Art Department Professional o ADPro es un programa informático de tratamiento de imágenes para la plataforma Commodore Amiga. Fue creado en 1991 por la compañía de software ASDG Incorporated, los mismos que desde 1986, trabajaron en el desarrollo del procesamiento de color de los chipsets de Amiga. Consiste en un conjunto integrado de herramientas de tratamiento de imagen que pueden ser programadas mediante el lenguaje ARexx y que permiten usarse en proyectos de creación de aplicaciones CDTV, presentaciones, y grandes proyectos de publicación. 

## Características
- Posee un sistema de entrada/salida, procesamiento, formato y dispositivo independiente, por lo que permite leer y escribir casi cualquier tipo de formato, llevando a cabo conversión en caso de ser necesario.
- Completamente programable con el lenguaje ARexx.

## Requerimientos del sistema
- ADPro es completamente compatible con toda la gama de productos de la familia Amiga.